# Disputa di Heidelberg

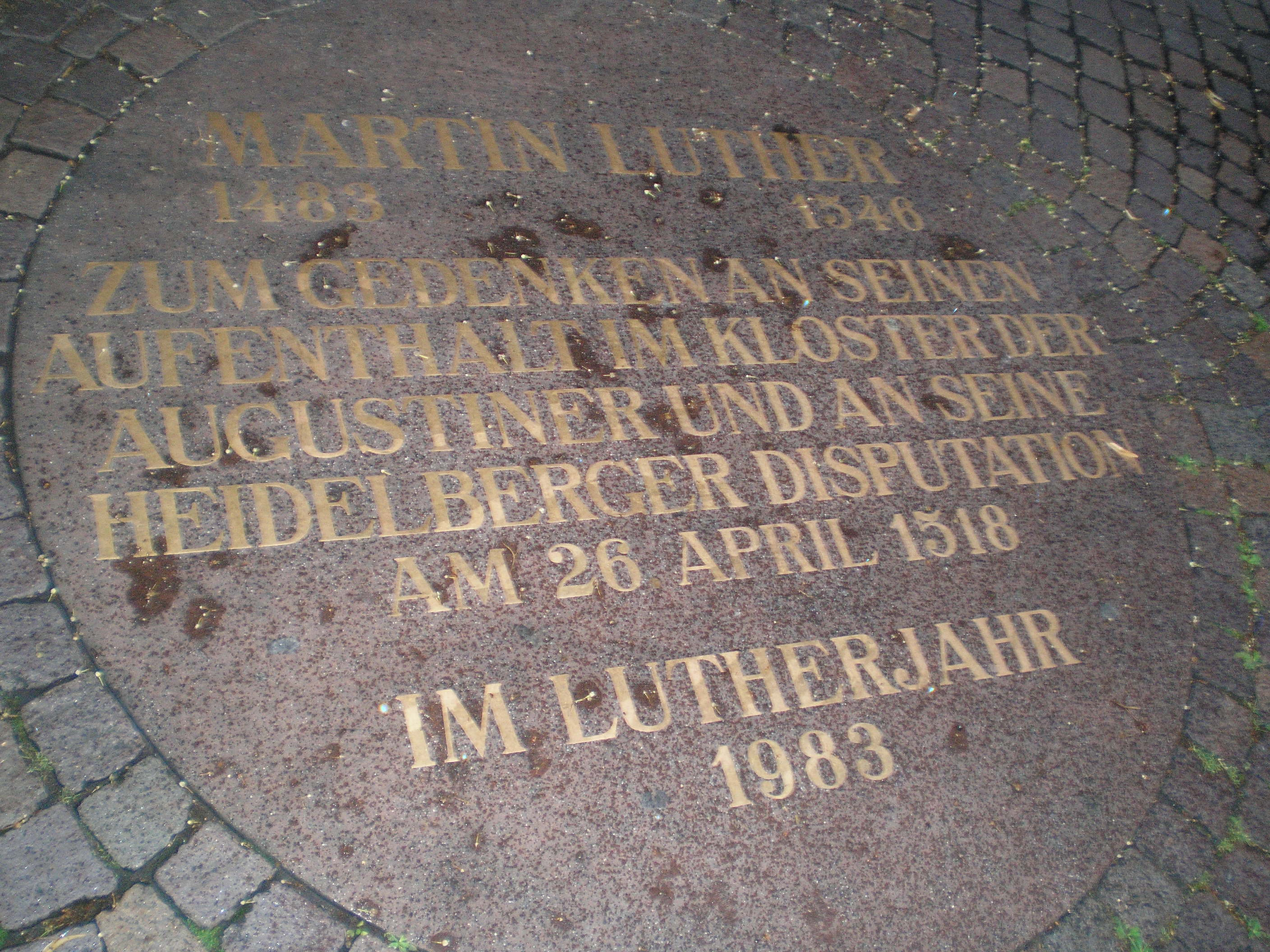
monumento ricordo di Martin Lutero in una piazza di Heidelberg

La Disputa di Heidelberg (latino disputare „discussione“, „disputa“) fu una disputatio che si tenne nel corso della riunione dell'ordine degli Agostiniani il 26 aprile 1518. Fu qui che Martin Lutero, come delegato per il suo ordine, cominciò ad avere l'occasione di argomentare i suoi punti di vista, esposti in 40 tesi con le relative argomentazioni (probationes), 28 di natura teologica e 12 filosofiche. In difesa delle sue tesi teologiche, Lutero difese la dottrina della depravazione dell'uomo e la schiavitù della volontà. Le tesi filosofiche invece contengono un'articolata critica ad Aristotele. Questa disputa ha anche portato Johannes Eck a sfidare Lutero alla Disputa di Lipsia l'anno successivo.

## Natura, storia e significato
Il Capitolo generale degli agostiniani tedeschi di stretta osservanza ha avuto luogo a Heidelberg nel mese di aprile 1518. Dopo che gli affari religiosi erano stati regolati, gli Agostiniani hanno organizzato una disputa scientifica, la cui gestione è stata affidata a Martin Lutero, il 26 aprile 1518. L'evento ha avuto luogo non nel monastero agostiniano, ma nell'Università di Heidelberg, presso l'Auditorium dell'Artistenfakultät (Facoltà di arti liberali).
La disputa fu parte dell'azione della Santa Sede romana contro Martin Lutero. Roma aveva invitato gli Agostiniani ad effettuare una "disputatio", in cui Lutero avrebbe dovuto spiegare le sue tesi sulle indulgenze (da lui spiegate invece con le contemporanee Resolutiones). Lutero però entrò nella disputa non sulla questione delle indulgenze (il cui scandalo l'aveva reso famoso), ma su una questione più teologica, il soggetto del principio di legalità (dal punto di vista religioso) e la theologia crucis in contrasto con la theologia gloriae. Nella tesi da lui sostenute nel corso della disputa, Lutero ha fornito l'idea di base della sua nuova teologia: la depravazione originale dell'uomo e la sua completa dipendenza dalla grazia di Dio. Non dalle opere degli uomini si poteva ottenere la salvezza, ma soltanto dalla grazia di Dio mediante la loro fede. 
Tra i docenti della facoltà teologica coinvolti nella disputa  Lutero non ha avuto consenso, ma ha guadagnato vari seguaci tra gli studenti e i maestri della Facoltà delle arti. Riformatori degli anni successivi come Martin Bucer, Erhard Schnepf, Franciscus Irenicus, Martin Frecht e Johann Brenz furono tra il pubblico.
La Disputa di Heidelberg ha avuto grande importanza per la diffusione della dottrina della Riforma di Lutero. Molti dei suoi ascoltatori diffusero la Riforma in Germania sud-occidentale. Nella riforma nella regione del Kraichgau, in particolare, hanno avuto grande influenza Johannes Brenz ed Erhard Schnepf, che predicarono dal 1520 la dottrina luterana. La maggior parte dei pastori più tardi attivi nel Kraichgau e predicatori nelle Prädikaturen (Predicature) avevano studiato a Heidelberg nel 1518 e sono stati impegnati dalla difesa della Riforma.
Lutero aveva scritto 40 tesi per la Disputa di Heidelberg: 28 teologiche e 12 filosofiche. Le 28 tesi teologiche (v. testo in Teologia della croce) furono stampate intorno al 1520 sia a Zwolle che a Parigi. La stampa di tutte e 40 le tesi non ebbe luogo fino al 1530 a Wittenberg.